# Семили (окръг)
Окръг Семили (на чешки: Okres Semily) е една от четирите административни единици на Либерецки край, Чехия. Площта му е 698,99 km2, а населението му – 74 145 души (2016). Административен център е едноименният град Семили, а най-голям град е Турнов. Окръгът се състои от 65 общини, от които – 9 града: Илемнице, Яблонец над Изероу, Ровенско под Тросками, Ломнице над Попелкоу, Високе над Изероу, Рокитнице над Изероу, Семили, Харахов, Турнов.

## География
Районът на окръг Семили е исторически регион, разположен в югоизточната част на Северна Чехия, простиращ се от региона Чески рай до Кърконоше. В административно отношение районът е отделна самоуправляема административна единица до 31 декември 2002 г. На север малка част от окръга граничи с Полша.

## Административно деление
Окръгът се дели на 65 общини. В деветте града на окръга живее 60% от неговото население.

## Икономика
В чиналото главна роля в икономиката на района играе текстилната промишленост. В днешно време на първо място са машиностроенето, стъкларската и хранителната промишленост. В окръг Семили са регистрирани около 17 хиляди фирми и производствени домакинства. 51% от населението е в трудоспособна възраст, а нивото на безработица е около 6,5%. Доходите на населението в окръга са по-ниски от среднестатистическите за Чехия и Либерецкия край. Код по LAU-1 – CZ0514.

## Спорт и туризъм
Еди от най-важните целогодишни източници на доходи за Семили е туризмът. Планините Кърконоше са място за отдих за любителите на зимни спортове, а също така и за провеждането на международни спортни състезания от световен мащаб. Центрове на високопланинския спорт в Кърконоше са Харахов, Бенечко, Рокитнице над Изера, Високе над Изера. Чески Рай е охраняем държавен резерват, в който се намират редки растения и исторически паметници (напр. замъкът Троски) на легендарната планина Козаков – място за добиване на скъпооценни и полускъпооценни камъни още от Средновековието. Типичен за Чески Рай е причудливият скалист ландшафт, привличащ любители на скалното катерене.

## Образование
По данни от 2003 г.:
| Вид училище                         | Брой училища |
| ----------------------------------- | ------------ |
| Детски градини                      | 53           |
| Начални училища                     | 43           |
| Гимназии                            | 3            |
| Средни училища и промишлени училища | 8            |
| Средни професионални училища        | 4            |
| Висши професионални училища         | 1            |

## Здравеопазване
По данни от 2003 г.:
| Лекари                                      | 271 |
| Болници                                     | 3   |
| Специализирани заведения за лечение и отдих | 3   |
| Зъболекари                                  | 42  |
| Аптеки                                      | 18  |

## Транспорт
През окръга преминава част от магистрала D10, както и първокласния път (път от клас I) I/35. Пътища от клас II в окръга са II/282, II/283, II/284, II/286, II/288, II/289, II/290, II/292, II/293, II/294, II/295 и II/610.